# Janusz Kamiński (operator filmowy)
Janusz Zygmunt Kamiński (ur. 27 czerwca 1959 w Ziębicach) – polski operator filmowy i reżyser, dwukrotny laureat Oscara – Nagrody Akademii Filmowej.

## Życiorys
Dzieciństwo i młodość spędził w Polsce. W 1981 roku wyjechał do Stanów Zjednoczonych. W latach 1982–1987 uczęszczał do Columbia College w Chicago, gdzie skończył studia licencjackie. Zdobył tytuł magistra w American Film Institute (AFI). Od 1993 roku współpracuje ze Stevenem Spielbergiem przy wszystkich jego produkcjach.
Jest dwukrotnym laureatem Nagrody Akademii Filmowej. W 1994 roku otrzymał statuetkę za film Lista Schindlera, a w 1999 za film Szeregowiec Ryan. W 1998 uzyskał nominację do tej nagrody za zdjęcia do filmu Amistad, w 2007 za Motyl i skafander, w 2012 roku nominowany był za zdjęcia do filmu Czas wojny, a w 2013 roku za biograficzny film o byłym prezydencie Stanów Zjednoczonych Abrahamie Lincolnie Lincoln. Jest także laureatem nagród Brytyjskiej Akademii Filmowej (BAFTA) i Brytyjskiego Stowarzyszenia Operatorów (obie za Listę Schindlera).
W 2000 roku wyreżyserował swój pierwszy film Lost Souls (tyt. pol. Stracone dusze).
W 2010 roku współpracował przy teledysku do piosenki „Alejandro” amerykańskiej piosenkarki Lady Gagi.

### Życie prywatne
W latach 1995–2001 był żonaty z aktorką Holly Hunter. W 2004 roku ożenił się z reporterką ABC Rebeccą Rankin, z którą rozwiódł się w 2010 roku.

## Filmografia
Zdjęcia
- Grim Prairie Tales (1990)
- The Terror Within II (1990)
- Deszczowy zabójca (1990)
- Dziki kwiat (1991)
- Killer Instinct (1991)
- Miłość w rytmie rap (1991)
- Przygody Hucka Finna (1993)
- Lista Schindlera (1993)
- Giganciki (1994)
- Skrawki życia (1995)
- Jerry Maguire (1996)
- Amistad (1997)
- Zaginiony świat: Jurassic Park (1997)
- Szeregowiec Ryan (1998)
- A.I. Sztuczna inteligencja (2001)
- Raport mniejszości (2002)
- Złap mnie, jeśli potrafisz (2002)
- Terminal (2004)
- Monachium (2005)
- Wojna światów (2005)
- Motyl i skafander (2007)
- Hania (2007)
- Indiana Jones i Królestwo Kryształowej Czaszki (2008)
- Funny People (2009)
- Skąd wiesz? (2010)
- Czas wojny (2011)
- Lincoln (2012)
- Sędzia (2014)
- Most szpiegów (2015)
- BFG: Bardzo Fajny Gigant (2016)
- Czwarta władza (2017)
- Player One (2018)
- Zew krwi (2020)
- West Side Story (2021)
- Fabelmanowie (2022)
- Istoty fantastyczne (2024)

Reżyser
- Stracone dusze (2000)
- Hania (2007)
- The Event: Zdarzenie (odcinek Face Off, 2011)
- The Divide (odcinek Never Forget, 2014)

## Nagroda Akademii Filmowej
- 1993: Lista Schindlera – Oscar w kategorii: najlepsze zdjęcia
- 1998: Amistad – nominacja w kategorii: najlepsze zdjęcia
- 1999: Szeregowiec Ryan – Oscar w kategorii: najlepsze zdjęcia
- 2008: Motyl i skafander – nominacja w kategorii: najlepsze zdjęcia
- 2012: Czas wojny – nominacja w kategorii: najlepsze zdjęcia
- 2013: Lincoln – nominacja w kategorii: najlepsze zdjęcia

## Inne nagrody filmowe
- 1994: Lista Schindlera – BAFTA, nagroda w kategorii: najlepsze zdjęcia
- 1998: Amistad – Nagroda ASC[2], nominacja w kategorii: najlepsze zdjęcia
- 2007–2008: Motyl i skafander:
  - Międzynarodowy Festiwal Filmowy w Sztokholmie, nagroda za najlepsze zdjęcia
  - Festiwal Filmowy w Cannes, nagroda w kategorii: najlepsze zdjęcia
  - Camerimage, Nagroda „Złota Żaba” w kategorii: najlepsze zdjęcia
  - César, nominacja w kategorii: najlepsze zdjęcia (2008)
- 2008: Hania – Orzeł, nominacja w kategorii: najlepsze zdjęcia